# 9198 Sasagamine
9198 Sasagamine eller 1993 BJ3 är en asteroid i huvudbältet som upptäcktes den 25 januari 1993 av den japanska astronomen Tsutomu Seki vid Geisei-observatoriet. Den är uppkallad efter berget Sasagamine i Japan.
Den har den diameter på ungefär 4 kilometer.